# 自衛隊の学校等一覧
自衛隊の学校等一覧（じえいたいのがっこうとういちらん）は、防衛省および陸上自衛隊・海上自衛隊・航空自衛隊に設置されている学校（これに準ずるものを含む）の一覧である。

## 共同の学校等
- 防衛大学校（神奈川県横須賀市）　※施設等機関
- 防衛医科大学校（埼玉県所沢市）　※施設等機関
- 防衛研究所（防衛省市ヶ谷地区）　※防衛省設置法第4条第1項第33号に規定されている文教研修施設
- 統合幕僚学校（防衛省目黒地区）　※統合幕僚監部の付置機関
  - 国際平和協力センター（防衛省市ヶ谷地区）
- 自衛隊体育学校（朝霞駐屯地）　※三自衛隊共同の機関：指揮監督は陸上幕僚長

## 陸上自衛隊
- 陸上自衛隊教育訓練研究本部（目黒駐屯地）
- 陸上自衛隊幹部候補生学校（前川原駐屯地）
- 陸上自衛隊高等工科学校（武山駐屯地）
- 陸上自衛隊富士学校（富士駐屯地）
- 陸上自衛隊高射学校（下志津駐屯地）
- 陸上自衛隊情報学校（富士駐屯地）
- 陸上自衛隊航空学校（明野駐屯地）
  - 宇都宮校（北宇都宮駐屯地）
  - 霞ヶ浦校（霞ヶ浦駐屯地）
- 陸上自衛隊施設学校（勝田駐屯地）
- 陸上自衛隊システム通信・サイバー学校（久里浜駐屯地）
- 陸上自衛隊武器学校（土浦駐屯地）
- 陸上自衛隊需品学校（松戸駐屯地）
- 陸上自衛隊輸送学校（朝霞駐屯地）
- 陸上自衛隊小平学校（小平駐屯地）
- 陸上自衛隊衛生学校（三宿駐屯地）
- 陸上自衛隊化学学校（大宮駐屯地）

（学校機関に準ずる機能を有する部隊）
- 空挺教育隊（習志野駐屯地）第1空挺団
- 冬季戦技教育隊（真駒内駐屯地）北部方面混成団
- 国際活動教育隊（駒門駐屯地）陸上総隊直轄
- 水陸機動教育隊（相浦駐屯地）水陸機動団
- 中央音楽隊（朝霞駐屯地）防衛大臣直轄

## 海上自衛隊
- 海上自衛隊幹部学校（目黒地区）
- 海上自衛隊幹部候補生学校（江田島地区）
- 海上自衛隊第1術科学校（江田島地区）
- 海上自衛隊第2術科学校（横須賀基地田浦地区）
- 海上自衛隊第3術科学校（下総航空基地）
- 海上自衛隊第4術科学校（舞鶴基地）

## 航空自衛隊
- 航空自衛隊幹部学校（目黒基地）
- （航空教育集団）
  - 航空自衛隊幹部候補生学校（奈良基地）
  - 航空自衛隊第1術科学校（浜松基地）
  - 航空自衛隊第3術科学校（芦屋基地）
  - 航空自衛隊第4術科学校（熊谷基地）
  - 航空自衛隊第5術科学校（小牧基地）

（学校機関に準ずる機能を有する部隊）
- 航空医学安全研究隊（入間基地）

## 廃止された学校等
- 海上自衛隊少年術科学校：1982年（昭和57年）10月1日廃止
- 陸上自衛隊少年工科学校：2010年（平成22年）3月25日廃止
- 陸上自衛隊幹部学校：2018年（平成30年）3月26日廃止
- 航空自衛隊第2術科学校：2020年（令和02年）3月26日廃止

## 構想
- 防衛短期大学校：防衛庁が五次防計画における質的強化策の一環として計画した短期大学。自衛隊の実戦部隊の中核である曹クラスの大量育成を目的としており、1973年（昭和48年）当時は高校卒業後に自衛隊に入隊して三曹になるのに最短で三年かかるところを、二年間の専門教育により曹を育成して部隊に配置し、装備近代化にともない必要な高度の専門技術者や熟練下級幹部を確保することを狙っていた[1]。
- 防衛高校：防衛庁が四次防に向けて計画していた中学校卒業者を対象とした高校。防衛大学校と同じく全寮制、三食つきで毎月の手当と年三回の期末手当が支給され、就学期間は三年間。基本的には一般普通科高校と同様の教育課程とするが、将来の自衛官としての基礎を育成するために軍事教練を行う。卒業後は四年間の自衛隊入隊義務があり、二等陸・海・空曹に任官する。防衛大学校への進学希望者は学力優秀な者に限り推薦制を採用するとしていた。防衛庁の構想では、防衛高校が軌道にのれば、陸自の少年工科学校と空自の生徒隊は閉鎖して防衛高校に吸収し、海自の少年術科学校だけは艦艇乗務員育成のために存続させることになっていた。四次防に防衛高校のモデル校が設置される計画だったが実現せず、五次防に約200億の予算で全国に五校が開設されることになっていた（1学年600人、五校で3000人、三年制で総計9000人）。防衛高校の構想は松下電器会長の松下幸之助のアイデアであり、防衛高校卒業後の義務的な自衛隊勤務を終えた隊員を企業が就職を引き受けるという構想であった[1]。